# Saint-Maudan
Saint-Maudan település Franciaországban, Côtes-d’Armor megyében. Lakosainak száma 399 fő (2022. január 1.). Saint-Maudan Gueltas, Saint-Gonnery, Rohan, Loudéac és Saint-Barnabé községekkel határos.

## Népesség
A település népessége az elmúlt években az alábbi módon változott:
| Lakosok száma | 274  | 324  | 404  | 422  | 392  | 401  | 400  | 403  | 398  | 399  |
|               | 1968 | 1982 | 1990 | 2006 | 2013 | 2015 | 2017 | 2019 | 2020 | 2022 |